# Bundesstelle für Seeunfalluntersuchung

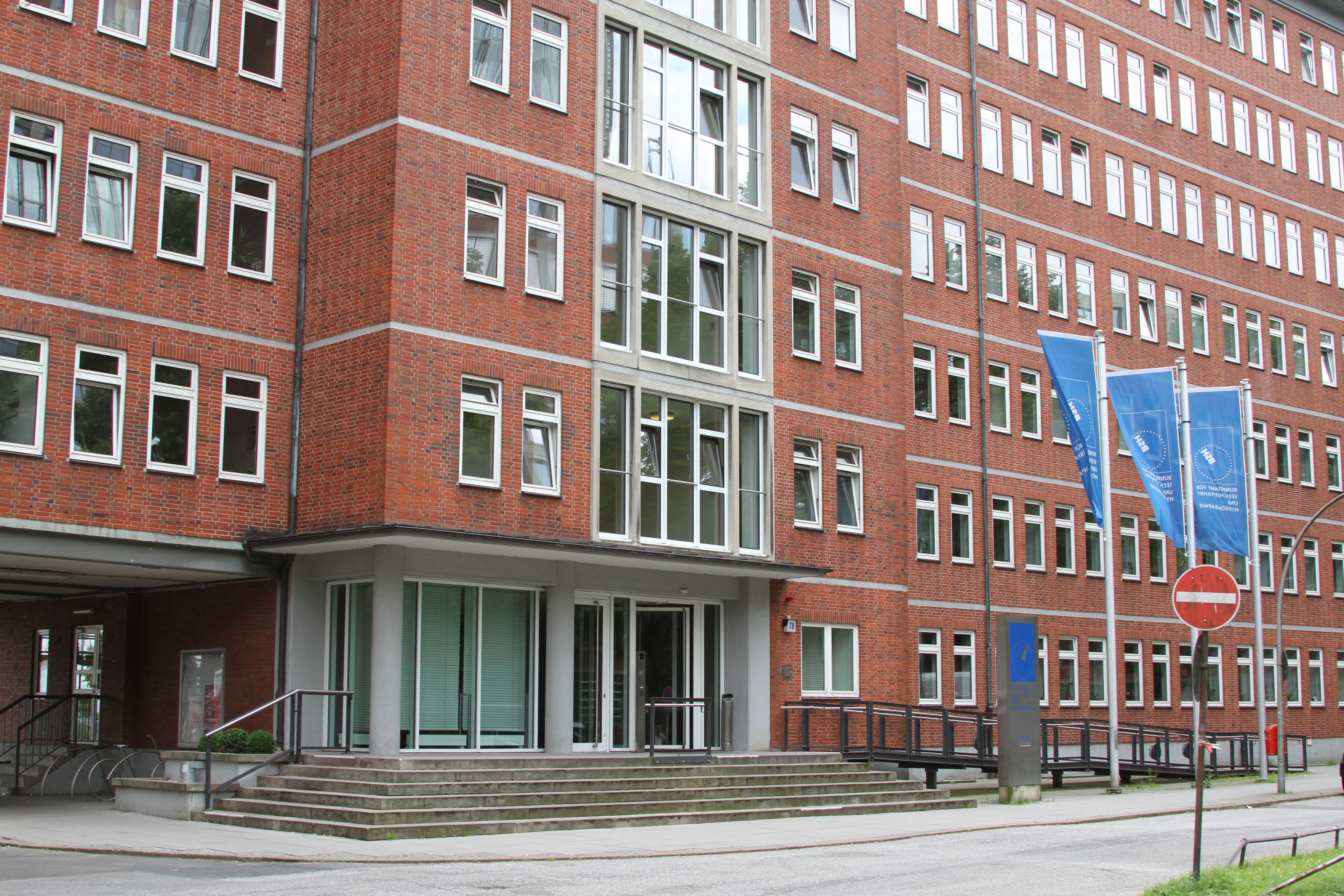
Die Bundesstelle für Seeunfalluntersuchung befindet sich im Gebäude des BSH

Die Bundesstelle für Seeunfalluntersuchung (BSU) ist eine deutsche Bundesoberbehörde im Geschäftsbereich des Bundesministeriums für Digitales und Verkehr (BMDV). Sie hat die Aufgabe, Störungen, Vorkommnisse und vor allem Unfälle auf See mit Wasserfahrzeugen zu untersuchen. Diese Untersuchungen werden mit veröffentlichten Berichten abgeschlossen, die i. d. R. in Sicherheitsempfehlungen gipfeln. Die Bundesstelle für Seeunfalluntersuchung veröffentlicht zudem jährlich Statistiken über Unfälle und schwere Vorkommnisse auf See sowie einen jährlichen Tätigkeitsbericht.
In erster Linie soll die BSU Unfälle auf See untersuchen, um das „System Seefahrt“ sicherer zu machen. Demzufolge ist das alleinige Ziel der Untersuchung die Verhütung künftiger Unfälle und Störungen. Die Untersuchung dient nicht der Feststellung des Verschuldens, der Haftung oder von Ansprüchen.

## Geschichte
In Deutschland werden Seeunfälle seit 1877 behördlich untersucht.
Bis 1986 oblag die erstinstanzliche Zuständigkeit den Seeämtern als Landesbehörden der Küstenländer an Nord- und Ostsee. Die Widerspruchsinstanz war das Reichs- bzw. seit 1950 das Bundesoberseeamt mit Sitz in Hamburg.
Aufgrund eines Urteils des Bundesverwaltungsgerichtes, das entschied, dass die Seeunfalluntersuchung ein Verwaltungsverfahren sei, und wegen des grundgesetzlichen Verbots der Mischverwaltung durch Landesbehörden (Seeämter) und Bundesbehörden (Bundesoberseeamt) wurden die Seeämter in der bisherigen Form aufgelöst und Untersuchungsausschüsse als Sonderstellen bei den Wasser- und Schifffahrtsdirektionen Nord und Nordwest eingerichtet (1. Oktober 1986).
Diese Untersuchungsausschüsse trugen weiterhin die Bezeichnung „Seeamt“. Sie hatten ihren Sitz in Emden, Bremerhaven, Hamburg und Kiel. Zum 3. Oktober 1990 wurde das Seeamt Rostock eingerichtet.
Durch die Neuordnung wurde das Bundesoberseeamt dem Bundesamt für Seeschifffahrt und Hydrographie organisatorisch zugeordnet.
Gegen die Entscheidungen der Seeämter war Widerspruch zum Bundesoberseeamt, gegen seine Entscheidung Klage beim Verwaltungsgericht Hamburg zulässig, das endgültig entschied. Unter bestimmten Bedingungen war eine Revision zum Bundesverwaltungsgericht zulässig. Seit Juni 2002 gibt es keine seemännisch besetzte Widerspruchsinstanz mehr. Das Bundesoberseeamt wurde aufgelöst und eine Widerspruchsstelle bei der Wasser- und Schifffahrtsdirektion Nord eingerichtet (siehe auch Seeamt).
Rechtsgrundlagen heute sind das
- Gesetz zur Verbesserung der Sicherheit der Seefahrt durch die Untersuchung von Seeunfällen und anderen Vorkommnissen (Seesicherheits-Untersuchungs-Gesetz – SUG) vom 16. Juni 2002 (Umsetzung der Richtlinie 2009/18/EG zur Festlegung der Grundsätze für die Untersuchung von Unfällen im Seeverkehr) sowie das
- Schiffssicherheitsgesetz (SchSG) vom 9. September 1998.

Die BSU kann für Gutachtenerstellungen freie Sachverständige verpflichten.